# Пихтулино
Пихту́лино (чув. Питтукасси) — село в Чебоксарском районе Чувашской Республики. Входит в состав Синьяльского сельского поселения. Расстояние до города Чебоксары 5 км, до райцентра 15 км. Расположена у автомагистрали Чебоксары-Новочебоксарск. Численность населения согласно переписи 2012 года составляет 282 человек.

## История
До 1866 в деревне жили государственные крестьяне, занимались земледелием, животноводством, кулеткачеством, прочими промыслами. В состав Чебоксарского уезда вошли в XIX веке, в Чебоксарский район с 1927. В 1930 образован колхоз «Память Ленина».

## Улицы
В деревне 5 улиц
- Молодёжная улица
- Пихтулинская улица
- Озёрная улица
- Садовая улица
- Улица Автомобилистов

## Инфраструктура
Функционирует СХПК им. Кадыкова (2010). Имеются библиотека, спортплощадка, кафе, в 2022 году планируется возведение ведического центра "Дом Прабхупады". На окраине деревни расположена подлежащая рекультивации свалка ТБО. Территорию Пихтулино частично занимает Автомобильный квартал.